# 太祖大敗九部兵
「太祖大敗九部兵」は、『滿洲實錄』にみえる明万暦21年1593の戦役。
イェヘを盟主とする九部聯合軍とヌルハチ軍がグレの山で衝突し、聯合軍が大敗を喫した。これ以降ヌルハチは「軍威大イニ震ヒ」、周辺国が「遠キモ邇キモ攝レ服」ったことで、扈倫フルン四部とヌルハチとの間の力関係に大きな変化が生じた。
| 時期   | 明万暦21年1593旧暦9月 | 明万暦21年1593旧暦9月              |
| 指揮者 | 扈倫フルン四部 - イェヘ - ブジャイ† - ナリムブル - ギンタイシ - ハダ - メンゲブル - ホイファ - バインダリ - ウラ - ブジャンタイ 蒙古 - ノン･ホルチン - ウンガダイ - マングス - ミンガン - シベ - グヮルチャ 滿洲マンジュ長白山 - ジュシェリ - ユレンゲ - ネイェン - シャウェン - セクシ | 滿洲マンジュ - ヌルハチ - エイドゥ |

## 背景

### 因縁の地グレ
グレの山は要害の地で、かつては建州右衛都指揮使・王杲と子アタイが拠点としたグレ城が聳えていたが、明万暦11年1583に遼東総兵官・李成梁率いる明の官軍の包囲攻撃を受けて陥落し、アタイは討死した。この時、明軍の先導として従軍していたギョチャンガ (清太祖ヌルハチの祖父) がどさくさに紛れて殺害されたことから、爾来グレはヌルハチにとって因縁の地となった。

### 勃興と摩擦
ヌルハチは僅かな兵とともに挙兵し、諸戦を経て主犯格ニカン･ワイランの討伐を果たすと、その後も数年の内に破竹の勢いで周辺諸部を併呑し、建州五部を概ね支配下に収めた。
勢力を急激に伸長させたヌルハチに危機感を感じたイェヘ東城主ベイレナリムブルは、万暦19年1591に使者を遣ってヌルハチを脅迫するも功を奏さず、同21年1593旧暦6月に扈倫フルン四部を糾合し武力に恃んでヌルハチ所領を掠奪した。しかしハダのフルギャチ寨がヌルハチの報復を受け、さらに出動したハダ国主ベイレメンゲブル率いるハダ兵もヌルハチ軍の前に無惨に敗北を喫した。

## 経緯

### 群鴉路ニ兀里堪ヲ阻ム
明万暦21年1593旧暦9月、イェヘ西城主ベイレブジャイ、東城主ナリムブル、ハダ国主ベイレメンゲブル、ウラ国主マンタイ第三代の弟ブジャンタイ (後の国主第四代)、ホイファ国主バインダリ、蒙古ノン･ホルチン部主ベイレウンガダイ、莽古思マングス、明安ミンガン、席北シベ部、卦爾察グァルチャ部、および長白山の朱舍里ジュシェリ部主・紆楞格ユレンゲ、訥殷ネイェン部主・搜穩シャウェン、塞克什セクシ、以上都合九部による聯合軍が三大隊にわかれて進軍を開始したという報知が入った。

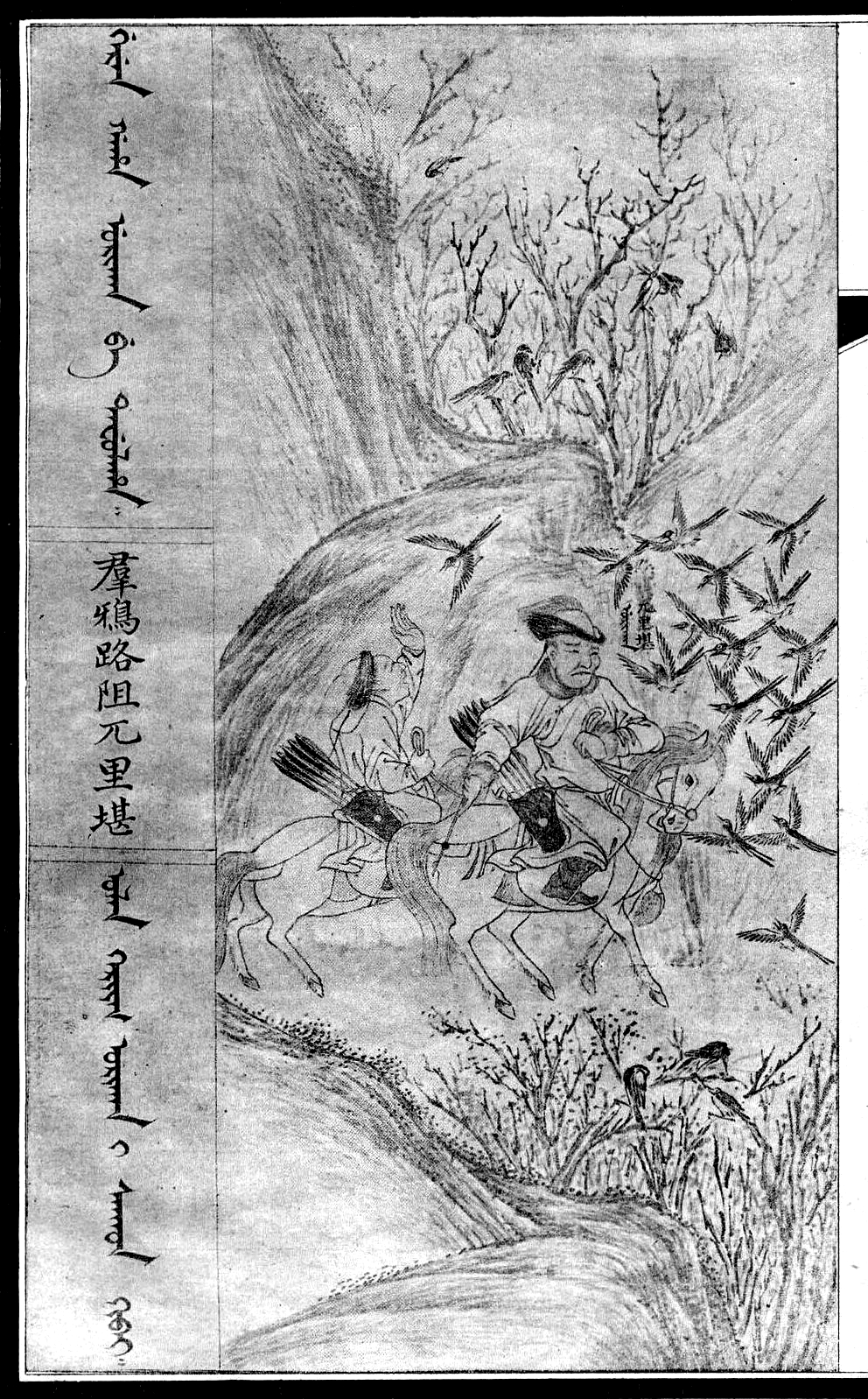
『滿洲實錄』巻2「羣鴉路阻兀里堪」

ヌルハチは兀里堪ウリカンを派遣し、東路から敵の動向を偵察するよう命じた。ウリカンはフェ･アラの城から100里約58kmのところで嶺を越えようとしたが、烏の群れが行手を遮るように鳴き立てた。ウリカンが引き返そうとすると烏もそこを離れ、それをみて再び進もうとするとまたも烏が鳴きながら顔面めがけて飛びかかり、進もうにも進めない。ウリカンは不思議に思い、急ぎ帰ってヌルハチに報告した。ヌルハチは扎喀ジャカ路から渾河フネヘ部へ通ずる道に経路を変更させ、ウリカンは言われるままに進むと、渾河の北岸に星の瞬きのように光る無数の焚火がみえ、そこに敵兵の露営をみとめた。敵は食事を終えるや行動を開始し、夜闇に乗じて沙濟シャジ嶺を越えてくるのがみえた。
ウリカンが再びヌルハチの許へ駆け戻ったのは夜中の五更4:00a.m.頃だった。報告を受けたヌルハチは、諸属部を驚かせぬよう早朝に出発することにし、ウリカンに命じて諸将に伝達させると、そのまま床に入ってしまった。熟睡するヌルハチをみて妃のフチャ氏袞代グンダイは、敵の大軍襲来を前にヌルハチがどうかしてしまったのではないかと心配になり、ヌルハチを呼び起こした。しかしヌルハチは、天祐は我らの側にあるとしてまた眠りに就いた。
翌朝、食事を済ませたヌルハチは諸王ベイレ、大臣を伴い天壇に参詣し、祝詞を誦えおえると、兵を率いて出発し、拖克索トクソという地に至った。本戦役で機敏性を重視したヌルハチは、兵士に籠手や首当てを外させた。続いて扎喀ジャカの野に至り、ジャカ城の鼐護ナイフと山坦サンタンから敵軍の動向を報された。曰く、敵軍は辰の刻8:00a.m.前後にジャカ城を包囲し、攻城戦を始めたものの攻略に至らず、黑濟格ヘジゲ城に目標を転じて去っていった。敵軍は文字通り大軍であったと聞かされた一同は色を失った。
ヌルハチは、敵にもし撤収の動きがあれば、夜に奇襲をかけるか、翌朝に進行しようと考えた。そこへ偵察が戻り、敵が軍営を建てて糧秣を運び込んでいることがわかった。そこでヌルハチは攻撃を翌朝に決め、陣営を張った。その晩、イェヘ陣営から降ってきた者の語るところにより、イェヘで兵10,000人、ハダ・ウラ・ホイファでまた10,000人、ホルチン・シベ・グァルチャでさらに10,000人、従って敵兵は都合30,000人いることがわかった。一同はまたも色を失った。しかしヌルハチは従容としていた。グレの要害という優勢があれば、敵を誘き寄せて迎え撃つことができ、仮に敵が誘いに乗らずとも、指揮者が多ければ烏合の衆にすぎず、指揮系統が乱れやすいため、一人か二人その頭を潰せば自滅することは自明の理であった。

### 太祖九部ノ兵ヲ大イニ敗ル

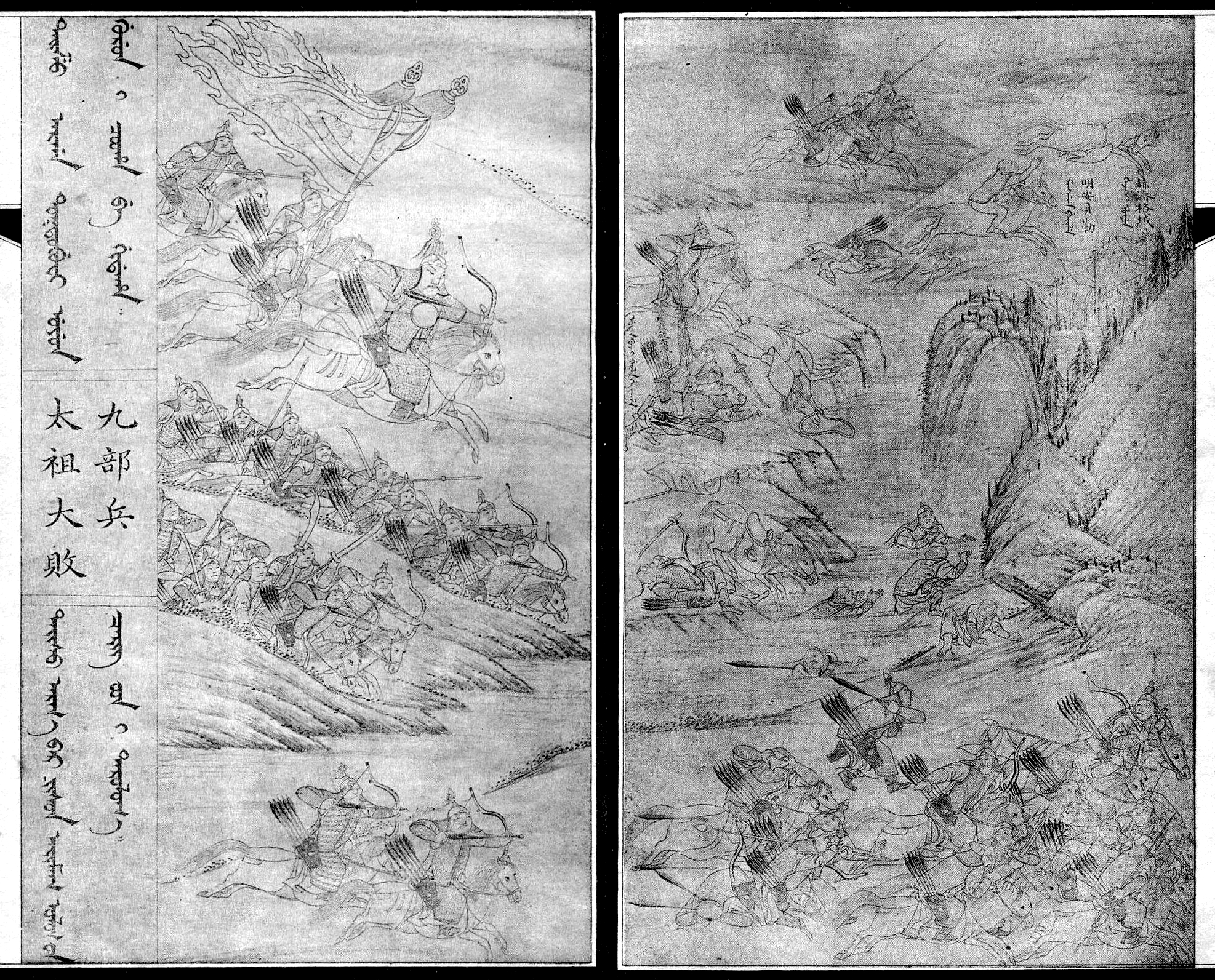
ヌルハチ (左上)、下半身裸で敗走するミンガン (右上)

イェヘは黑濟格ヘジゲの城を攻めるもやはり攻略できず、ヌルハチ一行が出撃した日もやはりヘジゲの包囲攻撃に忙しかった。ヌルハチはヘジゲと向かい合うグレの山の要害に陣を張り、各旗グサの王ベイレ、大臣に出陣準備を整えて待機するよう命じた。
一方、ニョフル氏エイドゥはヌルハチの命を受けて、兵100人を率いてイェヘ兵を挑発し、まんまと術策にかかったイェヘ兵がヘジゲ城攻撃を中止して追撃を始めると、グレの要害にむかって誘い込んだ。ヌルハチ軍の迎撃にあってイェヘ兵は九人が殺され、一時退却した後、イェヘのブジャイとナリムブルの弟ギンタイシ、およびホルチンの三ベイレが兵を合わせて再び攻め込んだ。
しかし先頭を衝き進むブジャイは、乗っていた馬が木に触れて倒れ、そこに走りよって来たヌルハチ軍の吳談ウタンなる兵卒により、槍で突き殺され絶命した。ヌルハチの予想通り、ブジャイを殺されたイェヘ兵は、ブジャイの死を嘆いて慟哭する者、怖気づいて我先にと逃げ出す者などで指揮系統が乱れ、ホルチンのミンガンは馬が嵌り、鞍と下に穿いていたものを脱ぎ捨てて、裸のまま裸馬に跨り単身遁走した。
ヌルハチ軍は敵兵をみつけては片端から殺して廻り、溝という溝は敵兵の死体で埋められ、ハダの柴河チャイハ寨の南にある渥黑運ウェヘ･ユウェンの地まで追撃した上、夜には道を封鎖して敗残兵を囲み、徹底的な掃蕩が行われた。結局ヌルハチ軍はこの戦役で4,000の首級をあげ、馬3,000匹と鎧冑1,000組を鹵獲した。九部聯合の30,000という大軍を破ったヌルハチが軍威を大いに震わせたことで、遠国も周辺国も畏れて服した。

### 太祖布占泰ヲ恩養ス

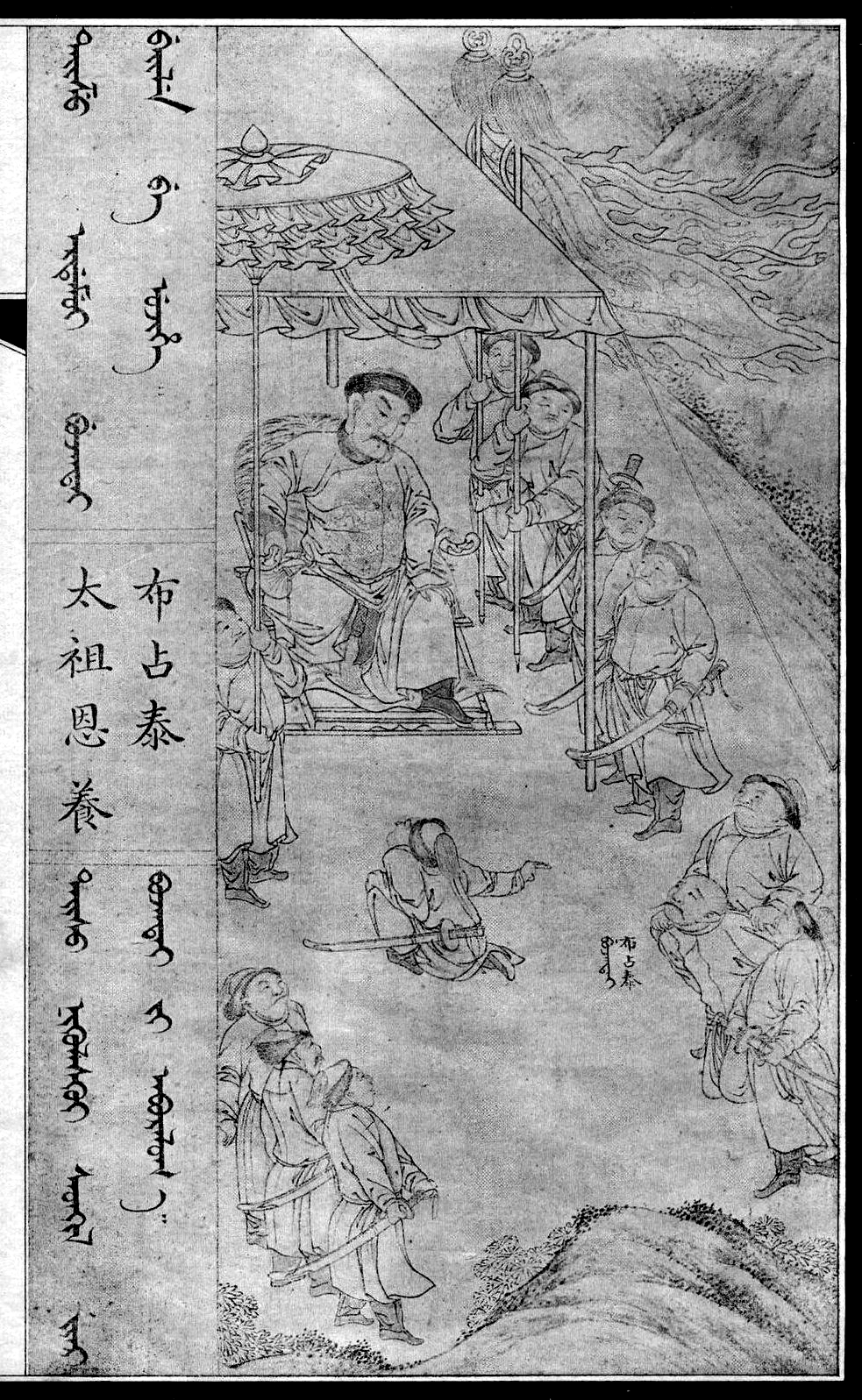
『滿洲實錄』巻2「太祖恩養布占泰」

翌日、一兵卒が敗残兵を殺そうとしたところ、跪いて喚き助命を乞う者があった。兵卒から事情をきいたヌルハチは、その捕虜を縛って連れてくるよう命じ、そこで始めて目の前の捕虜がウラ国主マンタイ第三代の弟ブジャンタイ (後の国主第四代) であることがわかった。ブジャンタイは殺されることを恐れて身分を明かさずにずっと捕虜に紛れていたのだった。

ブジャイのように交戦中に捕えていたら、間違いなくその場で息の根を止めたであろうが、生き延びて自らの目の前に連れて来られた者を改めて殺してしまうのは忍びない。人を生かすの名は人を殺すに勝り、人を與ふるの名は人を取るに勝る。ヌルハチは思案した挙句、ブジャンタイの縄を解かせ、猞狸猻の皮衣を賜って養うことにした。

## 考察
本戦役では扈倫フルン四部 (明の謂う海西女直) の外、ヌルハチと同じ滿洲マンジュ (明の謂う建州女直) に分類される長白山部、さらに蒙古のノン･ホルチンやシベなど、およそ当時の満洲地域のほとんどの部族が盟主イェヘの下に結集し、かたやヌルハチは孤軍奮闘していた感がある。しかしこれはイェヘの外交が成功したからではなく、そこに働いたのは新興勢力のあまりに急速な成長が周囲に感じさせる脅威であった。
但し、それではヌルハチはやはり外交に失敗していたのかというと、実はそうでもなく、その実、女真の西隣に位置する蒙古のうち、強豪を誇る諸部が本戦役に参加していないことからも明白である。当時、女真が暮らした満洲地域の西側、つまり東蒙古地方には、熱河ジェホル一帯に朶顏 (ハラチンの遠祖) が、その東方の遼西辺外近くにはチャハルがあった。チャハルのトゥメン･ジャサクト･ハン (明の謂う土蠻) はチンギス･カンの嫡統として強い影響力をもち、遼東総兵官・李成梁の子如松を捕殺したのも同人である。チャハルの北方にはハルハ･バリンの速把亥スバハイ・炒花兄弟、そのさらに北方にいたのがホルチンであった。
ホルチンは地理的に女真と最も近く関係も深かったが、その西南方の蒙古諸部もやはり女真とは深い関係をもっていた。グレ城に拠った王杲と子アタイはしばしばハルハ･バリンの速把亥スバハイやチャハルのトゥメン･ジャサクト･ハンと共謀して明の辺境を犯した。後者に至ってはさらにかつてホイファの居城を包囲したことさえあった。
明代の史料にも、たとえば『萬曆武功錄』巻11「歹商傳」には、ナリムブルがヌルハチをして北虜ホルチンに通ぜしめたという記述があり、同書「奴兒哈赤傳」にはヌルハチと北虜ホルチンの恍忽大ウンガダイが声勢相倚ったとも書かれている。また、ヌルハチは後にハルハ･バリンの速把亥スバハイの孫・齋賽ジャイサイを捕縛するが、その際に兵が躊躇ったのを叱咤している。これについては『清實錄』に拠れば、ヌルハチは従来、殺されることがあっても蒙古兵に歯向かうなという方針をとっていたらしく、ジャイサイを捕縛するにあたってはヌルハチが自身の勢力に自信を得て始めて実行できたことであった。このように考えれば、グレの山での一戦にホルチン以外がことごとく参加をみあわせたのも偶然ではない。

## 脚註

### 典拠
1. 1 2 3  “總畧”. 三朝遼事實錄. 0. 江蘇省立國學圖書館. p. 15
2. 1 2 3 4 5 6 7 8 9 10 11  “癸巳歲萬曆21年1593 9月1日段325”. 太祖高皇帝實錄. 2
3. 1 2 3 4 5 6 7 8 9 10 11  “癸巳歲萬曆21年1593 9月段46”. 滿洲實錄. 2
4. ↑   太祖武皇帝實錄. 2. "釵哈"
5. 1 2 3 4  四.. “〈論説〉清の太祖興起の事情について”. 東洋学報 33 (2):  21-25. (1951).

### 註釈
1. ↑  『三朝遼事實錄』では万暦22年1594としている。[1]
2. ↑  転写：seowen。
3. ↑  『三朝遼事實錄』には「那林孛羅ナリムブル・卜寨ブジャイ又糾西虜ホルチン宰賽・煖兔・恍惚太ウンガダイ及東夷灰扒ホイファ・兀堂不詳與猛骨孛羅メンゲブル等十餘營兵七八萬同搶……」[1]とあるが、後述の通り清代史料では三万としている。
4. ↑  『太祖武皇帝實錄』は「滾代皇后」、『太祖高皇帝實錄』は「妃富察氏」、『滿洲實錄』は「袞代gundai皇后」としている。
5. ↑  『三朝遼事實錄』によれば、ナリムブルがヌルハチにブジャイの遺体の返還を求めたところ、ヌルハチは遺体を真っ二つにして半分だけ (剖其半) 返した。[1]
6. ↑  『太祖高皇帝實錄』「積屍滿溝壑」、『滿洲實錄』「屍滿溝渠」、『滿洲實錄（満文）』「nuhaliyan sangga窪める穴 deに jalume滿てつ sahame積みつ tuhebume填め込みて,……」

## 文献

### 実録
- 編者不詳『太祖武皇帝實錄』崇徳元年1636 (漢) ＊中央研究院歴史語言研究所版 (1937年刊行)
- 覚羅氏勒德洪『太祖高皇帝實錄』崇徳元年1636 (漢)
- 編者不詳『滿洲實錄』乾隆46年1781 (漢)
  - 『ᠮᠠᠨᠵᡠ ᡳ ᠶᠠᡵᡤᡳᠶᠠᠨ ᡴᠣᠣᠯᡳmanju i yargiyan kooli』乾隆46年1781 (満) ＊今西春秋版
    - 今西春秋『満和蒙和対訳 満洲実録』刀水書房, 昭和13年1938訳, 1992年刊

### 史書
- 稻葉岩吉『清朝全史』上巻, 早稲田大学出版部, 大正3年1914
- 趙爾巽『清史稿』清史館, 民国17年1928 (漢) ＊中華書局版
- 孟森『清朝前紀』民国19年1930 (漢) ＊商務印書館版

### 論文
- 『東洋学報』巻33 (号2) 1951, 和田清「〈論説〉清の太祖興起の事情について」

### Web
- 栗林均「モンゴル諸語と満洲文語の資料検索システム」東北大学
- 「明實錄、朝鮮王朝実録、清實錄資料庫」中央研究院歴史語言研究所 (台湾)